# Diasemia particolor
Diasemia particolor là một loài bướm đêm trong họ Crambidae.